# Українсько-російський газовий конфлікт (2013—2014)
Росі́йсько-украї́нська га́зова ві́йна II (2013-14 рр.) — загострення суперечностей щодо постачання газу між «Нафтогазом України» та РАТ «Газпром» на фоні політичних відносин між РФ та Україною від подій Євромайдану. Одна із серій економічних (енергетичних) воєн у ракурсі від Євромайдану (поряд зі свининою, перекриттям кордонів, а також перегукується з дипломатичним (війна?) представленням-відкликанням російського посла Зурабова 2009/2014 тощо).
Становить собою новий виток газових конфліктів великої геополітичної ваги, у якому залучені Україна, ЄС, США/Канада (попередні заяви на енергопостачання в Європу), Росія (найбільший бенефіціар), Китай (можливий розворот енергетичних потоків з Європейських напрямів і контракторів на азійський ринок).
Включає (на перших етапах військового вторгнення в Україну-Крим) захоплення і контроль транспортно-енергетичних гілок Криму, нафтогазових потужностей Чорноморнафтогазу, контроль і приєднання? українського шельфу з його ресурсами й подальшим зірванням перспективних контрактів; у других — інфільтрації диверсійно-підривного елемента на схід України з контролем Юзівських площ перспективних сланцевих покладів, великого транспортно-промислового вузла (у т.ч. по газу, залізницях).

## Передумови
Метою є боротьба з Україною, шантаж основних споживачів (Україна, ЄС) її транзитним становищем на європейському континенті загалом і газотранспортній системі України (ГТС), зокрема. Засобами тиску є концепція побудови Росії як енергетичної імперії, а за висловом Маккейна, «Росія — це бензоколонка, яка прикидається країною», практичною площиною реалізації є наявні потужності постачання (Північний потік (ПП), через Білорусь), проєктовані (Південний потік), політико-силові методи РФ щодо впливу на Україну тощо. Передісторією є попередні витки конфлікту по газу та спроби взяти під контроль ГТС України, усунення України з транзитних коридорів Росією туркменського та середньоазійського газу, монополізація постачання — для України (для решти світу — відсутність відкритого енергоринку Росії). Політичним тлом є накладення персональних санкцій окремим топам енергосектору Росії з боку ЄС, США на фоні анексії Криму.
Вибудова енергополітики України пов'язана з  підписанням  політичної частини угоди «Україна — ЄС» (асоціація) 21 березня 2014 (економічна — 27 червня, — очікується). Політичні рішення Яценюка — розділити «Нафтогаз» відповідно до вимог ЄС (третій енергопакет).
Завданням України є переконати ЄС як основного і надійного транзитного партнера у постачанні газу в Європу, відсутності потреби побудови ПП, використовувати можливості ЄС як сторони переговорів з російською стороною тощо.
У червні прем'єр-міністр Болгарії Пламен Орешарский призупинив роботи з будівництва «Південного потоку» для аналізу проєкту на відповідність вимогам законодавства Євросоюзу. Після цього Єврокомісія призупинила переговори з Росією по газопроводу у зв'язку з позовом по «енергопакету», який російська сторона подала до СОТ.
З 1 квітня 2014 «Газпром» підняв ціну на російський газ для України з 268,5 доларів США до $485 за 1000 м3.
Передумовами перегляду відносин є:
- Невигідний контракт, підписаний командою Тимошенко як за ціною (), так і за обсягом (бери або плати), формулою (включала ринкові ціни + мазутну ціну)
- Політичну складову
  - Ціна була сформована на піку ринків,
  - Ціна після московських домовленостей Януковича становила -$100, що була скасована внаслідок розірвання [в односторонньому порядку —  Росією] харківських угод на продовження базування Чорноморського флоту РФ у Криму, згідно з якими надавались знижки
  - Виставленні ультимативної ціни та вимоги передоплати, як додаткового фактора економічної дестабілізації України на фоні інтервенції та ескалації насилля (Крим, Донбас)

Перевагами ж «тимошенко-путінської» угоди є
- Усунення фірм-прокладок («Росукренерго»)
- Стратегічний, довготривалий контракт, який, щоправда, не врахував економічної кризи, обвалу потреби у постачаннях.

| Держава (офіційна назва)                                     | 2003 | 2004  | 2005  | 2006  | 2007  | 2008  | 2009  | 2010  | 2011   | 2012   | 2013   | 2014   | Ціна | Частка |
| ------------------------------------------------------------ | ---- | ----- | ----- | ----- | ----- | ----- | ----- | ----- | ------ | ------ | ------ | ------ | ---- | ------ |
| Австрійська Республіка                                       | —    | —     | —     | 6,6   | 5,4▼  | 5,8▲  | 5,4▼  | 5,6▲  | 5,4▼   | 5,4▬   | 5,2▼   | 4,2▼   | 397  | 49%    |
| Боснія і Герцеговина                                         | —    | —     | —     | 0,4   | 0,3▼  | 0,3▼  | 0,2▼  | 0,3▲  | 0,3▬   | 0,3▬   | 0,2▼   | 0,2▬   | 515  | —      |
| Велике Герцогство Люксембург                                 | —    | —     | —     | —     | —     | —     | —     | —     | —      | —      | —      | —      | —    | —      |
| Грецька Республіка                                           | —    | —     | —     | 2,7   | 3,1▲  | 2,8▼  | 2,1▼  | 2,1▬  | 2,9▲   | 2,5▼   | 2,6▲   | 1,7▼   | 478  | 76%    |
| Грузія                                                       | 0,3  | 1,2▲  | 1,4▲  | 1,9▲  | 1,2▼  | 0,7▼  | 0,1▼  | 0,2▲  | —      | —      | —      | 0,3    | —    | —      |
| Держава-Місто Ватикан                                        | —    | —     | —     | —     | —     | —     | —     | —     | —      | —      | —      | —      | —    | —      |
| Естонська Республіка                                         | 0,9  | 0,9▬  | 1,3▲  | 0,7▼  | 0,9▲  | 0,6▼  | 0,8▲  | 0,4▼  | —      | —      | —      | 0,4    | 442  | 100%   |
| Італійська Республіка                                        | —    | —     | —     | 22,1  | 22,0▲ | 22,4▲ | 19,1▼ | 13,1▼ | 17,1▲  | 15,1▼  | 25,3▲  | 21,7▼  | 440  | 27%    |
| Князівство Андорра                                           | —    | —     | —     | —     | —     | —     | —     | —     | —      | —      | —      | —      | —    | —      |
| Князівство Ліхтенштейн                                       | —    | —     | —     | —     | —     | —     | —     | —     | —      | —      | —      | —      | —    | —      |
| Князівство Монако                                            | —    | —     | —     | —     | —     | —     | —     | —     | —      | —      | —      | —      | —    | —      |
| Королівство Бельгія                                          | —    | —     | —     | —     | —     | —     | —     | —     | —      | —      | —      | —      | —    | —      |
| Королівство Данія                                            | —    | —     | —     | —     | —     | —     | —     | —     | 0,5    | 0,3▼   | 0,3▼   | 0,4▲   | 495  | —      |
| Ісландія                                                     | —    | —     | —     | —     | —     | —     | —     | —     | —      | —      | —      | —      | —    | —      |
| Королівство Іспанія                                          | —    | —     | —     | —     | —     | —     | —     | —     | —      | —      | —      | —      | —    | —      |
| Королівство Нідерландів                                      | —    | —     | —     | 4,7   | 5,5▲  | 5,3▼  | 5,1▼  | 4,3▼  | 4,4▲   | 2,9▼   | 2,9▬   | 4,7▲   | 371  | —      |
| Королівство Норвегія                                         | —    | —     | —     | —     | —     | —     | —     | —     | —      | —      | —      | —      | —    | —      |
| Королівство Швеція                                           | —    | —     | —     | —     | —     | —     | —     | —     | —      | —      | —      | —      | —    | —      |
| Латвійська Республіка                                        | 1,2  | 1,5▲  | 1,4▼  | 1,4▬  | 1,0▼  | 0,7▼  | 1,1▼  | 0,7▼  | —      | —      | —      | 1,0    | 416  | 100%   |
| Литовська Республіка                                         | 2,9  | 2,9▬  | 2,8▼  | 2,8▬  | 3,4▲  | 2,8▼  | 2,5▼  | 2,8▲  | —      | —      | —      | 2,5    | 500  | 100%   |
| Найсвітліша республіка Сан-Марино                            | —    | —     | —     | —     | —     | —     | —     | —     | —      | —      | —      | —      | —    | —      |
| Республіка Азербайджан                                       | —    | 0,8   | 3,8▲  | 4,0▲  | —     | —     | —     | —     | —      | —      | —      | —      | —    | —      |
| Республіка Албанія                                           | —    | —     | —     | —     | —     | —     | —     | —     | —      | —      | —      | —      | —    | —      |
| Республіка Білорусь                                          | 10,2 | 13,4▲ | 19,8▲ | 20,5▲ | 20,6▼ | 21,1▲ | 17,6▼ | 21,6▲ | —      | —      | —      | 19,6   | 166  | 98%    |
| Республіка Болгарія                                          | —    | —     | —     | 2,7   | 2,8▲  | 2,9▲  | 2,2▼  | 2,6▲  | 2,8▲   | 2,5▼   | 2,9▲   | 2,8▼   | 501  | 92%    |
| Республіка Вірменія                                          | 0,3  | 1,3▲  | 1,7▲  | 1,7▬  | 1,9▲  | 2,1▲  | 1,7▼  | 1,4▼  | —      | —      | —      | 1,8    | 189  | —      |
| Республіка Ірландія                                          | —    | —     | —     | —     | —     | —     | —     | —     | —      | —      | —      | —      | —    | —      |
| Республіка Казахстан                                         | —    | 5,1   | 4▼    | 6,5▲  | 10▲   | 9,6▼  | 3,1▼  | 3,4▲  | —      | —      | —      | 5,1    | —    | —      |
| Республіка Кіпр                                              | —    | —     | —     | —     | —     | —     | —     | —     | —      | —      | —      | —      | —    | —      |
| Північна Македонія                                           | —    | —     | —     | 0,1   | 0,1▬  | 0,1▬  | 0,1▬  | 0,1▬  | 0,1▬   | 0,1▬   | 0▼     | 0,1▼   | 564  | 100%   |
| Республіка Мальта                                            | —    | —     | —     | —     | —     | —     | —     | —     | —      | —      | —      | —      | —    | —      |
| Республіка Молдова                                           | 2,3  | 2,7▲  | 2,8▲  | 2,5▼  | 2,7▲  | 2,7▬  | 3,0▲  | 3,2▲  | —      | —      | —      | 2,8    | 368  | —      |
| Республіка Польща                                            | —    | —     | —     | 7,7   | 7,0▼  | 7,9▲  | 9,0▲  | 9,9▲  | 10,25▲ | 13,1▲  | 12,9▼  | 9,1▼   | 526  | 48%    |
| Республіка Португалія                                        | —    | —     | —     | —     | —     | —     | —     | —     | —      | —      | —      | —      | —    | —      |
| Республіка Сербія                                            | —    | —     | —     | 2,1   | 2,1▬  | 2,2▲  | 1,7▼  | 1,8▲  | 1,4▼   | 1,9▲   | 2,0▲   | 1,5▼   | 457  | 87%    |
| Республіка Словенія                                          | —    | —     | —     | 0,7   | 0,6▼  | 0,6▬  | 0,5▼  | 0,5▬  | 0,5▬   | 0,5▬   | 0,5▬   | 0,4▼   | 486  | 52%    |
| Республіка Хорватія                                          | —    | —     | —     | 1,1   | 1,1▬  | 1,2▲  | 1,1▼  | 1,1▬  | —      | 0▼     | 0,2▲   | —      | —    | 37%    |
| Російська Федерація                                          | —    | —     | —     | —     | —     | —     | —     | 460,3 | 473,0▲ | 466,1▼ | 461,3▼ | 458,4▼ | 74   | 100%   |
| Румунія                                                      | —    | —     | —     | 5,5   | 4,5▼  | 4,2▼  | 2,5▼  | 2,3▼  | 2,8▲   | 2,5▼   | 1,4▼   | 0,5▼   | 432  | 27%    |
| Словацька Республіка                                         | —    | —     | —     | 7,0   | 6,2▼  | 6,2▬  | 5,4▼  | 5,8▲  | 5,9▲   | 4,3▼   | 5,5▲   | 4,4▼   | 429  | 98%    |
| Сполучене Королівство Великої Британії та Північної Ірландії | —    | —     | —     | 8,7   | 15,2▲ | 7,7▼  | 9,7▲  | 6,8▼  | 8,2▲   | 11,7▲  | 16,6▲  | 15,5▼  | 313  | —      |
| Турецька Республіка                                          | —    | —     | —     | 19,9  | 23,4▲ | 23,8▲ | 20,0▼ | 18,0▼ | 26,0▲  | 27,0▲  | 26,7▼  | 27,3▲  | 407  | 64%    |
| Угорщина                                                     | —    | —     | —     | 8,8   | 7,5▼  | 8,9▲  | 7,6▼  | 6,9▼  | 6,3▼   | 5,3▼   | 6,0▲   | 5,4▼   | 391  | 60%    |
| Україна                                                      | 26,0 | 34,3▲ | 37,6▲ | 59,0▲ | 54,8▼ | 56,2▲ | 37,8▼ | 36,5▼ | —      | —      | —      | 14,5▼  | 485  | 39%    |
| Федеративна Республіка Німеччина                             | —    | —     | —     | 34,4  | 34,5▲ | 37,9▲ | 33,5▼ | 34,0▲ | 34,0▬  | 34,0▬  | 41,0▲  | 40,3▼  | 379  | 36%    |
| Фінляндська Республіка                                       | —    | —     | —     | 4,9   | 4,7▼  | 4,8▲  | 4,4▼  | 4,8▲  | 4,2▼   | 3,7▼   | 3,5▼   | 3,1▼   | 385  | 100%   |
| Французька Республіка                                        | —    | —     | —     | 10,0  | 10,1▲ | 10,4▲ | 10,0▼ | 9,8▼  | 9,5▼   | 8,2▼   | 8,6▲   | 7,6▼   | 394  | 14%    |
| Чеська Республіка                                            | —    | —     | —     | 7,4   | 7,2▼  | 7,9▲  | 7,1▼  | 8,6▲  | 7,6▼   | 8,3▲   | 7,9▼   | 0,8▼   | 503  | 8%     |
| Чорногорія                                                   | —    | —     | —     | —     | —     | —     | —     | —     | —      | —      | —      | —      | —    | —      |
| Швейцарська Конфедерація                                     | —    | —     | —     | 0,4   | 0,4▬  | 0,3▼  | 0,3▬  | 0,3▬  | 0,3▬   | 0,3▬   | 0,4▲   | 0,3▼   | 442  | 12%    |

## Хід перемовин, сторони
З травня до середини червня було дев'ять раундів переговорів між Україною і Росією щодо врегулювання газової суперечки. Закінчилася вони невдачею, коли 9 червня Москва поставила  ультиматум. Росія запропонувала, що з кожним роком може знову не стягувати $ 100 мита, зниження ціни на газ для України до $385 за 1000 м3, але Нафтогаз повинні визнати газовий борг з митом, донарахованим після анексії Криму і частково заплатити його до 16 червня. В іншому випадку, Газпром вимагатиме оплати наперед, і якщо він не отримує її з 16 червня Україна перестане обертатися газовий кран.

Український уряд відкинув такий компроміс, вимагаючи перегляду контракту з Газпромом. Зі сторони ЄС у перемовинах узяв участь єврокомісар з енергетики, німець Ґюнтер Еттінґер.

### Попередній (вихідний) стан
Українська сторона, після стабілізації фінансів, в особі уряду, попередньо сплатила борг російській у розмірі $786 млн — за ціною, що вона визнала як «справедливу», безспірну — $268,5 за 1000 м3. На момент зриву російською стороною тристоронніх перемовин, «Укррудпром» з посиланням на комерсанта, вказує:
|  | Поки що Київ повинен Москві за контрактом, укладеним у 2009 році за підсумками російсько-української «газової війни», як мінімум $ 1,45 млрд за газ, поставлений у листопаді-грудні 2013 року, а також $ 500 млн за газ, поставлений у січні – березні (тоді діяла спеціальна ціна $ 265, про яку Кремль домовлявся ще з Віктором Януковичем). Ще близько $ 3 млрд «Газпром» вимагає за квітень-травень, коли для України була встановлена прописана в договорі 2009 року ціна $ 485 за тисячу кубометрів (з урахуванням скасування грудневої знижки, а також знижки за перебування Чорноморського флоту в Севастополі — після приєднання Криму вона, на думку Москви, втратила актуальність). Монополія погрожує звернутися до Стокгольмського арбітражу. |

Зі знижкою на газ Януковичу, Росія пообіцяла 15 мільярдів доларів кредит. Але з усієї суми Москва дала Києву тільки $3 млрд, А наприкінці січня, припинено виділення наступної частини $2 млрд. В результаті, Нафтогаз не мав грошей, щоб заплатити борги за імпортоване з Росії блакитне паливо, а Газпром отримав привід підняти ціну на газ.

### Припинення подачі газу
На фоні припинення подачі газу відбувається диверсія/вибух на газогоні «Уренгой-Помари-Ужгород» на Полтавщині (17.06, близько 14.45). відразу після припинення постачання газу в Україну, шеф Газпрому, Міллер заявив що це може відбитися на надійності постачань газу в Європу.